# Кузнецов, Валерий Иванович
Вале́рий Ива́нович Кузнецо́в (1940—2002) — советский и российский юрист, специалист по международному праву; доктор юридических наук (1981); профессор на кафедре международного права МГИМО (1982) и декан подготовительного факультета Дипломатической академии МИД СССР; в 2001 году стал профессором и заведующий кафедрой международного права РЭА имени Плеханова; заслуженный деятель науки Российской Федерации (1994) и действительный член РАЕН (1996). Член постоянной палаты Третейского суда в Гааге.

## Биография
Валерий Кузнецов родился в 1940 году; в 1963 году он стал выпускником юридического факультета МГУ имени Ломоносова. Через пять лет он защитил кандидатскую диссертацию по международному праву — стал кандидатом юридических наук. 
В 1968 году родился сын Кузнецов Алексей Валерьевич (известный журналист, историк, педагог). 
В период с 1969 по 1970 год он являлся юридическим советником делегации СССР, работавшей в специальном комитете ООН по принципам международного права, касавшимся дружественных отношений государств; затем, с 1972 по 1976 — занимал аналогичный пост в ходе нескольких сессий международной межправительственной организации «Дунайская комиссия». В тот же период, в 1974 году, он являлся заместителем главы советской делегации в комитете ООН по определению агрессии. В 1984 году он получил почетную грамоту от президиума Верховного Совета РСФСР. В 1989 году Кузнецов вошёл в состав комитета ООН по экономическим, социальным и культурным правам, а в 1995 — стал членом постоянной палаты Третейского суда в Гааге и, одновременно, членом экспертного совета по международному праву, созданному при председателе российской Государственной Думы.
В период с 1973 по 1980 год Валерий Кузнецов являлся заместителем декана международно-правового факультета МГИМО МИД СССР; в 1981 году он успешно защитил докторскую диссертацию по международному праву на тему «Проблемы теории и практики международного права в процессах европейской экономической интеграции» — стал доктором юридических наук. В 1982 году Кузнецов стал профессором на кафедре международного права данного ВУЗа. Через два года он возглавил подготовительный факультет Дипломатической академии МИД СССР; в том же году он занял позицию профессора и заведующего кафедрой международного права Дипакадемии. В 1986 году Кузнецов стал первым проректором Дипломатической академии — оставался на данном посту до 1995 года. Кроме того, в 1994 году он вошёл в состав исполнительного комитета Российской Ассоциации международного права и стал членом редакционной коллегии издания «Московский журнал международного права». В том же, 1994, году стал заслуженным деятелем науки Российской Федерации, а через два года — действительным членом Российской академии естественных наук.
В 2001 году Кузнецов перешёл в РЭА имени Плеханова, где стал профессором и заведующим кафедрой международного права. Здесь он принял участие в подготовке нового учебного курса «Управление инвестиционными проектами» (включавшего соответствующее учебное пособие) и в создании комплекса специализированных программ для подготовки бакалавров-экономистов. Скончался в 2002 году.

## Работы
Валерий Кузнецов специализировался на проблемах международного права — в частности, на вопросах, связанных с европейской интеграцией и созданием Евросоюза:
- Отказ от применения силы — закон международной жизни. — Москва : Междунар. отношения, 1973. — 53 с.; 20 см. — (Б-чка международника).
- Международное право. Учебник (2001, 2007)[1]